# Jan Maurits Quinkhard

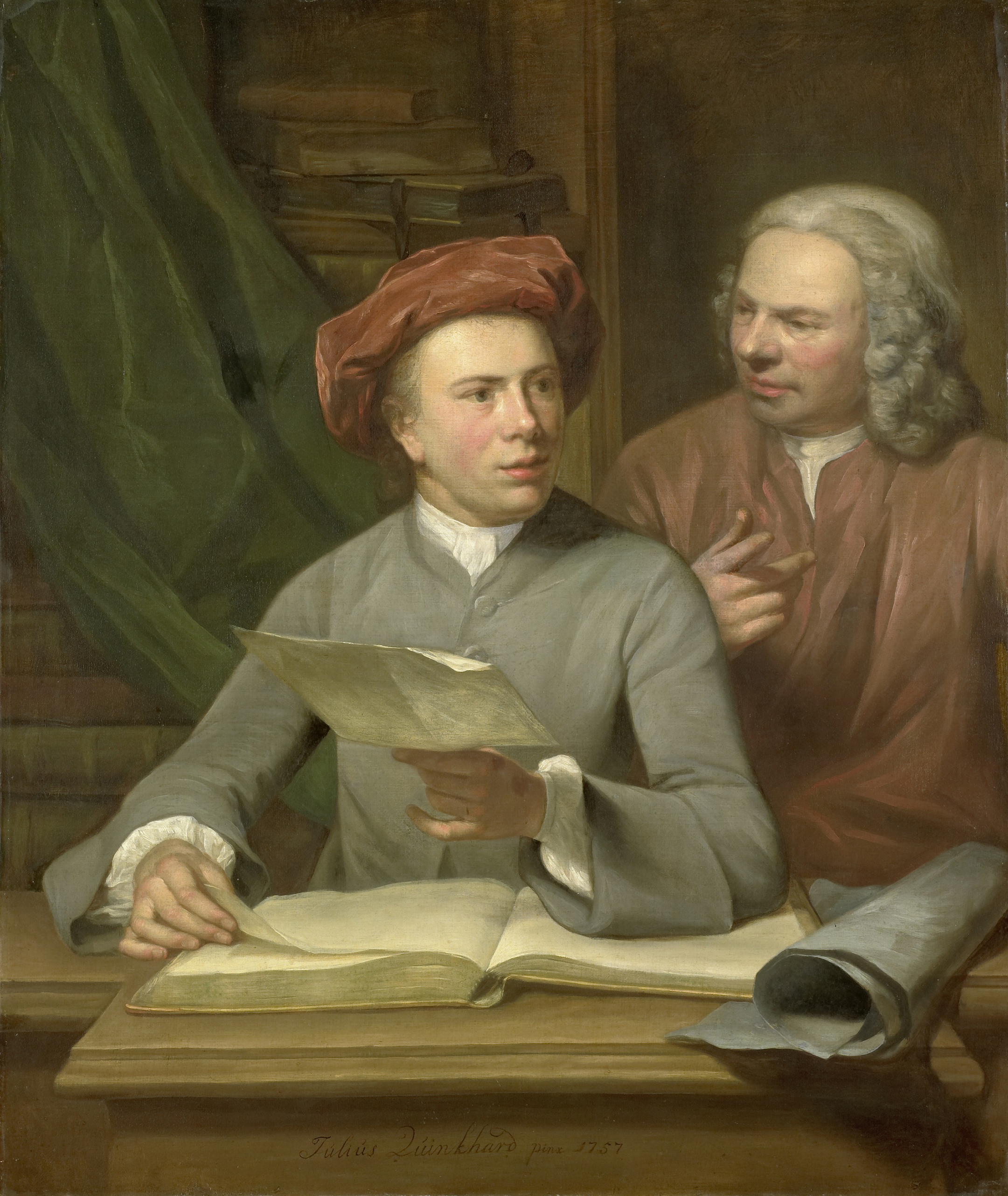
Julius Henricus Quinkhard, Autorretrato con su padre y maestro Jam Maurits Quinkhard, 1757. Óleo sobre lienzo, 100 x 84 cm, Ámsterdam, Rijksmuseum.

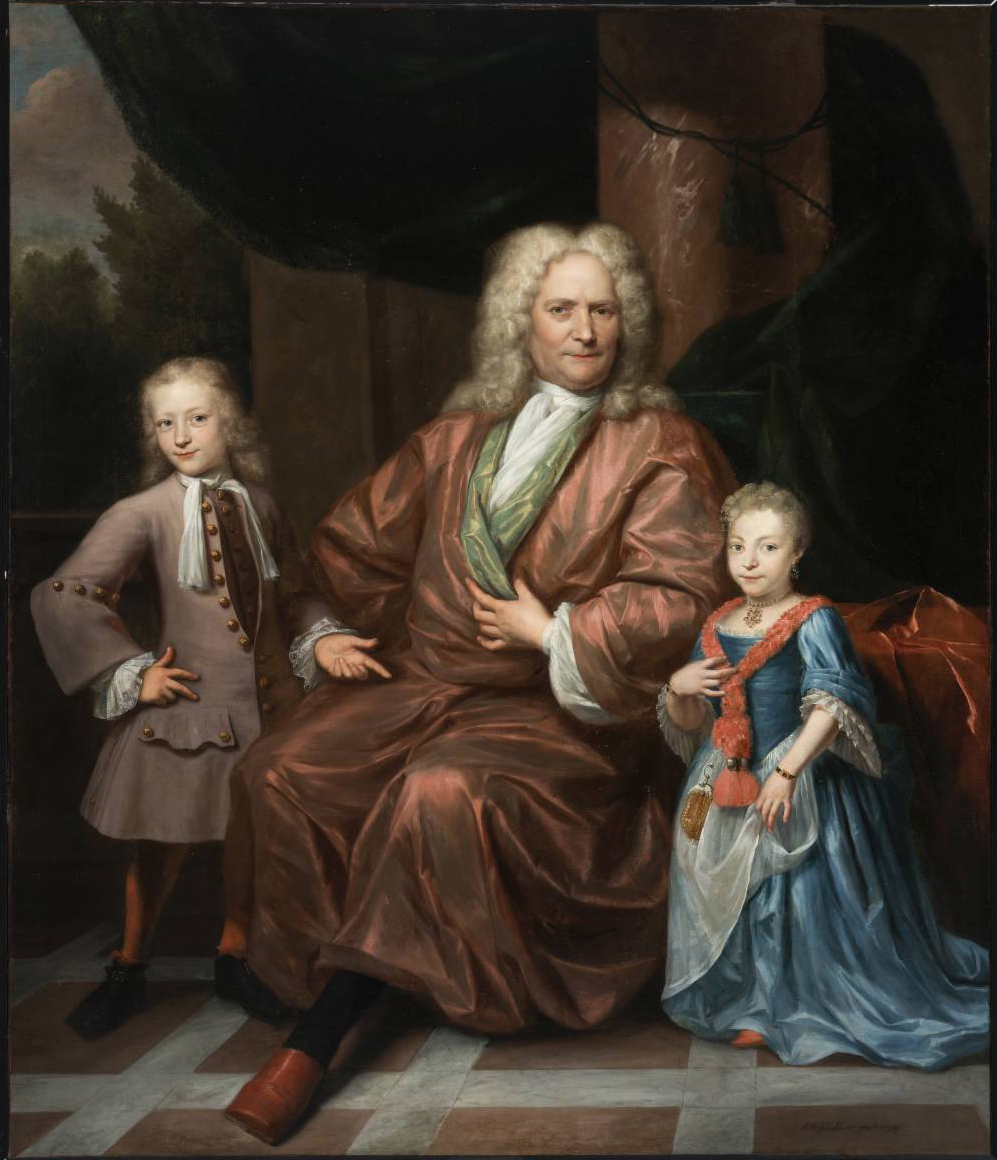
Retrato de familia noble holandesa, óleo sobre tabla, 184 x 155 cm, San Sebastián, Museo de San Telmo.

Jan Maurits Quinkhard (Rees, 1688-Ámsterdam, 1772) fue un pintor, dibujante y marchante de arte neerlandés de origen alemán, especializado en la pintura de retratos.

## Biografía
Nacido en Rees, villa del distrito de Cléveris en Renania, en la frontera con Holanda, y descendiente de una familia de pintores alemanes, se formó con su padre, el también pintor de retratos Julius Quinkhard. Hacia 1710 se trasladó a Ámsterdam donde figura registrado como ciudadano con el nombre de Jan Mouritse Quinchart van Reis.
Bien considerado como retratista, con una producción abundante de retratos tanto individuales como de grupo, son también muy  numerosos los grabados abiertos a partir de ellos por artistas como Jacobus Houbraken o Pieter Tanjé. Cultivó también los retratos en miniatura, a menudo monocromos y pintados al óleo sobre láminas de cobre recortadas en óvalo para ser montadas en medallones, de los que existen alrededor de veinte ejemplares en el Rijksmuseum de Ámsterdam. Colecciones significativas de obras de Quinkhard se conservan asimismo en el Museo de Ámsterdam y el Centraal Museum de Utrecht, ciudad en la que residió algún tiempo.
Quinkhard fue uno de los fundadores de la Stadstekenacademie de Ámsterdam, precursora de las academias estatales para la formación de jóvenes artistas. Entre los alumnos que tuvo en ella se cuenta su propio hijo, Julius Henricus Quinkhard (1734-1795), también pintor, al menos en su juventud: de él se conserva en el Rijksmuseum un autorretrato, fechado en 1757, en el que se representó sentado, con unos papeles en la mano y hojeando un libro a la vez que atendiendo a su padre que, a su espalda, aparece con gesto elocuente, en actitud de quien da una explicación. Julius abrió, además, algunos grabados a partir de los modelos de su padre.